# قلعه و برج خاموشی
قلعه و برج خاموشی مربوط به سده‌های میانه دوران‌های تاریخی پس از اسلام است و در شهرستان دالاهو، بخش مرکزی، دهستان بان زرده، ۳۴۰ متری جنوب غربی روستای شالان واقع شده و این اثر در تاریخ ۱۵ دی ۱۳۸۷ با شمارهٔ ثبت ۲۴۱۱۲ به‌عنوان یکی از آثار ملی ایران به ثبت رسیده است.